# Blake Baxter
Blake Baxter (Detroit, 1963) is een Amerikaans techno-dj en producer. Hij behoort tot de pioniers van de technoscene in zijn geboortestad en zoekt geregeld de brug met house. Vanaf de vroege jaren negentig is hij erg actief in Duitsland. Baxter werkt geregeld samen met andere producers zoals Trevor Rockcliffe, Marc Romboy en Orlando Voorn. Zijn bijnaam is The Prince Of Techno. Dit verwijst naar zanger Prince omdat Blake net als hem veel erotische referenties in zijn muziek gebruikt.

## Biografie
Baxter wordt geboren in Detroit. In zijn tienerjaren begin hij als dj. Eerst draait hij vooral disco  en hiphop. Ook schrijft hij gedichten die bij in cafés voordraagt. In de vroege jaren tachtig vindt hij aansluiting in de housescene in Chicago. Als zijn doorbraak daar echter uitblijft en de technoscene in zijn geboorteplaats opbloeit, wordt hij daar door Derrick May geïntroduceerd.
Zijn eerste eigen producties verschijnen op de ep Blake Techno! (1987). Daarna verschijnen er diverse producties op verschillende labels. Aanvankelijk is hij goed bevriend met Derrick May en delen ze een kamer. Later krijgen ze echter ruzie om geld en een vrouw waarmee ze daten. Later loopt het uit op een vechtpartij vanwege flyers van een partyavond met Blake die May weghaalt. Door zijn onmin met de invloedrijke May verliest hij de aansluiting met de scene en lijkt zijn carrière vast te lopen. Een nieuwe kans komt echter langs wanneer het Underground Resistance-collectief hem vraagt een single voor hun label te maken. In 1991 verschijnt daar de ep The Prince Of Techno, die vernoemd is naar zijn bijnaam. Baxter voelt er echter niets voor om onderdeel te worden van het collectief en blijkt solo opereren. Wel raakt hij via de connecties van Underground Resistance betrokken bij de technoscene van Berlijn waar hij voor Tresor aan de slag gaat. Daar verschijnt zijn debuutalbum Dream Sequence (1991) waarop Moritz von Oswald en Thomas Fehlmann meewerken. Met Von Oswald wordt ook samengewerkt op het album The Project (1992), dat hij met Eddie 'Flashin' Fowlkes maakt.
Bekendheid krijgt de single Brothers Gonna Work It Out (1992), doordat deze later doordat een sample daaruit later door The Chemical Brothers wordt gebruikt. Met de Nederlander Orlando Voorn start hij in 1992 het project Ghetto Brothers, waarvan de singles Bass Manoeuvres (1992) en Muzik (1993) verschijnen. Ook maken ze in 1994 twee ep's onder de naam Mastercuts. In de jaren die volgen maakt hij voor Tresor  nog twee nieuwe Dream Sequence albums in 1995 en in 2001 en nog een hele reeks ep's. Ook maakt hij de albums The Vault (1995) en The H-Factor (1997) voor het disco B label. Een mix van hem verschijnt in 1995 op Live At Tresor Tour waar hij een halve cd vult naast Joey Beltram. In de late jaren negentig maakt hij ook enkele singles met Trevor Rockcliffe.
In 2003 maakt hij een remix van het nummer Thrilla van Cassius en Ghostface Killah. In 2005 begint Baxter een samenwerking met de Duitse producer Marc Romboy. Ze maken de single Freakin'. De jaren daarop verschijnen nog meer singles van de twee. Ook met Orlando Voorn, Psycatron en Abe Duque maakt hij weer tracks. Het project Ghetto Brothers krijgt in 2010 een kortstondig nieuw leven met de single Ghetto Disco.

## Discografie
Albums
- Dream Sequence (1991)
- The Project (ft.  Eddie 'Flashin' Fowlkes) (1992)
- The Vault (1995)
- Dream Sequence II - Endless Reflection (1995)
- Live At Tresor Tour (In Germany) (mixcompilatie met Joey Beltram) (1995)
- The H-Factor (1997)
- A Decade Underground (mixcompilatie) (1998)
- Dream Sequence III - The Collective (2001)

- Bibliothèque nationale de France: cb13978533v (data)
- Gemeinsame Normdatei: 134752929
- International Standard Name Identifier: 0000 0000 9486 7932
- Library of Congress Control Number: no98048734
- MusicBrainz: 09039d5e-335c-4c08-9474-a83d1b838f23
- Virtual International Authority File: 139746348
- WorldCat: E39PBJbRhhwRcfhBXXVhj4Fh73